# Česko na Letní univerziádě 2015
Českou republiku na Letní univerziádě 2015 reprezentovalo 151 sportovců. Celkem měla výprava 203 členů. Reprezentace získala celkem 9 medailí.

## České medaile
| Medaile | Jméno                                     | Sport    | Disciplína         | Datum       |
| ------- | ----------------------------------------- | -------- | ------------------ | ----------- |
| Zlato   | Kristiina Mäki                            | Atletika | běh 5 000 m        | 11. 7. 2015 |
| Zlato   | Libuše Jahodová Jitka Pešková Bára Šumová | Střelba  | skeet družstvo     | 8. 7. 2015  |
| Zlato   | Libuše Jahodová                           | Střelba  | skeet              | 8. 7. 2015  |
| Stříbro | Gabriela Vognarová                        | Střelba  | vzduchovka 10 m    | 5. 7. 2015  |
| Stříbro | Simona Baumrtová                          | Plavání  | 200 m znak         | 5. 7. 2015  |
| Stříbro | Barbora Závadová                          | Plavání  | 400 m volný způsob | 4. 7. 2015  |
| Bronz   | Irena Šedivá                              | Atletika | oštěp              | 12. 7. 2015 |
| Bronz   | Jan Tesař                                 | Atletika | běh 400 m          | 10. 7. 2015 |
| Bronz   | Martina Moravčíková                       | Plavání  | 200 m prsa         | 8. 7. 2015  |